# Filippo Tommaso Marinetti
Filippo Tommaso Marinetti (ur. 22 grudnia 1876 w Aleksandrii, zm. 2 grudnia 1944 w Bellagio we Włoszech) – włoski ideolog, poeta, wydawca, jeden z twórców i głównych teoretyków futuryzmu na początku XX wieku. Mąż artystki Benedetty Cappa.

## Życiorys
Niektóre z jego młodzieńczych wierszy były dedykowane Giuseppe Garibaldiemu.
W 1894 zamieszkał w Mediolanie. Na początku XX wieku zaprzyjaźnił się z Gustavem Kahnem, teoretykiem nowej poezji i estetyki. W czerwcu 1908 Marinetti przeżył wypadek samochodowy.
Początkowo publikował w założonym przez siebie w 1905 magazynie "Poesia". Przyjął wtedy pseudonim literacki "Hesperus" (nawiązujący do symbolu narodowego Włoch). Organizował "futurystyczne soirées" – spotkania, podczas których członkowie tego ruchu artystycznego prezentowali swoje prace i wiersze. Jest autorem Manifestu futuryzmu – dzieła programowego zapoczątkowującego nurt futurystyczny i ogłoszonego 20 lutego 1909 w dzienniku Le Figaro. Manifest zgromadził wokół niego grupę innych artystów utożsamiających się z ruchem: Umberta Boccioniego, Carlo Carrà, Luigiego Russolo, którzy brali udział w dalszych pracach programowych. Sam Marinetti w roku 1913 twierdził, iż ruch futurystyczny stanowi wytrwałą, zorganizowaną i systematyczną zachętę do oryginalnej twórczości, nawet jeśli na pierwszy rzut oka wydaje się szalona.
Marinetti stał się zwolennikiem włoskiego faszyzmu i Benita Mussoliniego. W dziele Futurismo e Fascismo (Futuryzm i faszyzm), wydanym w roku 1924, dowodził, że ideologia faszystowska stanowi najdoskonalszą realizację postulatów futurystycznych. Był członkiem Akademii Królewskiej i jednym z organizatorów życia kulturalnego we Włoszech, a także członkiem rządu faszystowskiego.
W dniach 8-14 marca 1934 roku przebywał w Polsce, gdzie odwiedził Warszawę, Lwów i Kraków. Jego przyjazd traktowany był jako wizyta intelektualisty, ale również jako wizyta polityka faszystowskiego wysokiej rangi. W Polsce spotkał się z prawie całym zarządem PEN Clubu, wieloma znanymi osobistościami życia kulturalnego jak również ze znaczącymi politykami. Nie doszła do skutku zaplanowana rozmowa z ministrem spraw zagranicznych Józefem Beckiem, z powodu nagłego wyjazdu tego ostatniego.

## Wybrana twórczość
- Do automobilu (utwór pisany wierszem wolnym), 1905
- Manifest futuryzmu, 1909
- Zabijmy światło księżyca!, 1909
- Mafarka il Futurista (oryg. Mafarka le futuriste) (powieść), 1909
- Nasi wspólni wrogowie, 1910